# Varney
Pour les articles homonymes, voir Varney (homonymie).
Varney est une commune associée du département de la Meuse, en région Grand Est.

## Géographie
Le village est situé entre le canal de la Marne au Rhin et l'Ornain.

## Toponymie
Le nom de la localité est attesté sous les formes Varney (1289) ; Warneyum, Wargneyum (1402) ; Varneium (1711) ; Varnei (1749).

## Histoire
Le 1er janvier 1973, la commune de Varney est rattachée sous le régime de la fusion-association à celle de Mussey qui est alors renommée « Val-d'Ornain ».

## Politique et administration
| Période                                  | Période  | Identité      | Étiquette | Qualité |
| ---------------------------------------- | -------- | ------------- | --------- | ------- |
|                                          | En cours | Hervé Billiet |           |         |
| Les données manquantes sont à compléter. |          |               |           |         |

## Démographie
| 1806 | 1821 | 1831 | 1836 | 1841 | 1846 | 1851 | 1856 | 1861 |
| ---- | ---- | ---- | ---- | ---- | ---- | ---- | ---- | ---- |
| 72   | 80   | 75   | 86   | 100  | 163  | 168  | 168  | 148  |

| 1866 | 1872 | 1876 | 1881 | 1886 | 1891 | 1896 | 1901 | 1906 |
| ---- | ---- | ---- | ---- | ---- | ---- | ---- | ---- | ---- |
| 156  | 149  | 157  | 153  | 137  | 121  | 130  | 101  | 122  |

| 1911 | 1921 | 1926 | 1931 | 1936 | 1946 | 1954 | 1962 | 1968 |
| ---- | ---- | ---- | ---- | ---- | ---- | ---- | ---- | ---- |
| 130  | 134  | 129  | 117  | 123  | 123  | 170  | 143  | 137  |